# Giovanni Battista Baratta
Giovanni Battista Baratta (Fossano, 27 agosto 1691 – Macerata, 11 aprile 1748) è stato un vescovo cattolico italiano.

## Biografia
Giovanni Battista Baratta nacque a Fossano da una famiglia di nobili origini.
Avviato alla carriera ecclesiastica, entrò a far parte della Congregazione degli oratoriani e, dopo aver conseguito la laurea in diritto, divenne prevosto della congregazione stessa per i successivi cinque anni.
Il 29 gennaio 1748 venne nominato vescovo di Novara. Morì a Macerata il successivo 11 aprile, mentre si apprestava a raggiungere la propria nuova diocesi per prenderne possesso ufficialmente.

## Genealogia episcopale e successione apostolica
La genealogia episcopale è:
- Cardinale Sigismund von Kollonitz
- Cardinale Mihály Frigyes von Althann
- Cardinale Juan Álvaro Cienfuegos Villazón
- Cardinale Silvio Valenti Gonzaga
- Vescovo Giovanni Battista Baratta, C.O.

La successione apostolica è:
- Vescovo Giovanni Francesco Mora, C.O. (1748)